# تيد بوست
تيد بوست (بالإنجليزية: Ted Post)‏ (و. 1918 – 2013 م) هو مخرج أفلام، ومخرج تلفزيوني، وممثل، وكاتب سيناريو أمريكي، ولد في بروكلين، توفي في سانتا مونيكا، كاليفورنيا، عن عمر يناهز 95 عاماً.

## وصلات خارجية
- تيد بوست على موقع IMDb (الإنجليزية)
- تيد بوست على موقع ميتاكريتيك (الإنجليزية)
- تيد بوست على موقع روتن توميتوز (الإنجليزية)
- تيد بوست على موقع قاعدة بيانات الأفلام العربية
- تيد بوست على موقع ألو سيني (الفرنسية)
- تيد بوست على موقع تيرنر كلاسيك موفيز (الإنجليزية)
- تيد بوست على موقع أول موفي (الإنجليزية)
- تيد بوست على موقع قاعدة بيانات الأفلام السويدية (السويدية)
- تيد بوست على موقع إن إن دي بي (الإنجليزية)
- تيد بوست على موقع قاعدة بيانات الفيلم (الإنجليزية)